# Bahnhof Hagenow Land
Der Bahnhof Hagenow Land ist ein Eisenbahnknotenpunkt in Mecklenburg-Vorpommern, der am 15. Oktober 1846 in Betrieb genommen wurde. Er befindet sich etwa zweieinhalb Kilometer südöstlich vom Zentrum der Kleinstadt Hagenow entlang der parallel verlaufenden Eisenbahnerstraße.
Der Namenszusatz „Land“ in der offiziellen Bahnhofsbezeichnung weist zum einen auf die Lage außerhalb der Ortschaft hin, zum anderen dient er zur Unterscheidung von dem 3,5 Kilometer entfernt im Zentrum der Stadt gelegenen Bahnhof „Hagenow Stadt“ (bis 2010: nur „Hagenow“).

## Geschichte
Dass die Berlin-Hamburger Bahn überhaupt mit einem 20 Kilometer langen Umweg über die vergleichsweise kleine, damals 3400 Einwohner zählende Stadt Hagenow geführt wurde, ergab sich aus den Verhandlungen der fünf Staaten Preußen, Mecklenburg-Schwerin, Dänemark, Lübeck und Hamburg über den Bau der Strecke. Die mecklenburgische Seite unter Großherzog Friedrich Franz II verpflichtete sich in einem am 8. November 1841 abgeschlossenen Staatsvertrag zur Zeichnung der Hälfte des Aktienkapitals und konnte damit eine Streckenführung erreichen, die nahe an der mecklenburgischen Residenz in Schwerin vorbeiführte.
Der Bahnhof Hagenow war für die Anbindung von Schwerin (und später von Rostock und Wismar) vorgesehen. Ursprüngliche Planungen sahen einen stadtnahen Bahnhof vor. Schließlich wurde jedoch aufgrund der günstigeren Steigungsverhältnisse vom zuständigen Komitee festgestellt, „daß eine Linie von Berlin […] Grabow, Ludwigslust berührend, Hagenow und Boitzenburg aber in einer Entfernung von 5/8 Meilen rechts und 1/3 Meile links lassend […] jeder anderen Linienführung vorzuziehen sei“.
Am 15. Oktober 1846 wurde die Berlin-Hamburger Bahn bis Boizenburg, damals noch Boitzenburg geschrieben, eröffnet. Schon zuvor, am 10. März 1846, erhielt die Mecklenburgische Eisenbahngesellschaft die Konzession zum Bau einer Strecke von Hagenow nach Schwerin.
2024 wurde ein Abschnitt von/nach Schwerin im Bahnhof zweigleisig ausgebaut und damit auch für den Deutschlandtakt ertüchtigt. Für 25 Millionen Euro wurden neun Weichen ein- bzw. umgebaut und rund 300 m neues Gleis gelegt. Mit dieser Lösung steht ein bisheriges Überholgleis für Güterzüge nicht mehr als solches zur Verfügung.

## Bedeutung
Die Berlin-Hamburger Bahn war die erste Eisenbahnlinie auf mecklenburgischem Gebiet. Der Hagenower Bahnhof zählt somit gemeinsam mit den ebenfalls am 15. Oktober 1846 eröffneten Bahnhöfen Ludwigslust und Grabow (Meckl) sowie den Stationen in Brahlstorf und Boizenburg zu den ältesten in Mecklenburg. Mit der Eröffnung der Bahnstrecke nach Schwerin wurde der Bahnhof am 1. Mai 1847 zum ersten Bahnknoten in Mecklenburg. Nach der Übernahme nach dem Gesetz vom 17. Mai 1884 befand sich die Berlin-Hamburger-Bahn im Besitz des Staates Preußen, während die Strecke nach Schwerin Teil der Mecklenburgischen Friedrich-Franz-Eisenbahn wurde. Auch nach Gründung der Deutschen Reichsbahn wurden beide Strecken bis 1945 von unterschiedlichen Reichsbahndirektionen verwaltet.
Zwischen 1894 und 1896 ging in mehreren Etappen die auch als Kaiserbahn bezeichnete Bahnstrecke über Ratzeburg nach Oldesloe in Betrieb. Sie sollte dem Kaiser den Weg von Berlin zum Hauptquartier der Kaiserlichen Marine in Kiel verkürzen. Die Stadt Hagenow erhielt an dieser Strecke eine weitere Station in der Nähe des Stadtzentrums, die den Namen Hagenow übernahm. Der ursprüngliche Bahnhof Hagenow wird seitdem als Hagenow Land bezeichnet. Bis 1945 war Hagenow Land ein wichtiger Fernverkehrsbahnhof. Fast alle Schnellzüge zwischen Berlin und Hamburg hielten dort, hinzu kamen einige Schnellzüge zwischen Berlin und Kiel über Ratzeburg und Lübeck.
Nach dem Zweiten Weltkrieg wurde die Strecke nach Bad Oldesloe an der deutsch-deutschen Grenze hinter Zarrentin unterbrochen. Auch die Berlin-Hamburger Bahn verlor durch die Grenze an Bedeutung. Von den 1960ern bis Ende der 1980er Jahre hielt in Hagenow Land ein einziges Schnellzugpaar am Tag, ein Interzonenzug von Hamburg nach Dresden bzw. später nach Leipzig.
Für den nach 1990 wieder deutlich angewachsenen Fernverkehr aus Berlin und Schwerin nach Hamburg blieb der Bahnhof Hagenow Land ohne Bedeutung. Fernzüge hielten seit 1992 nur noch vereinzelt im Bahnhof, seit 1996 gar nicht mehr.
Der Personenverkehr zum Bahnhof Zarrentin wurde 2000 eingestellt, nur noch der Hagenower Stadtbahnhof wird angefahren. Der Bahnhof Hagenow Land ist von den beiden Bahnhöfen der Stadt als Knotenbahnhof und Halt der Regionalexpresslinie RE 1 von Rostock über Schwerin und Hamburg (Kursbuchstrecke 100) der bedeutendere. Auf der Kursbuchstrecke 172 verkehren Personenzüge der Ostdeutschen Eisenbahn GmbH (ODEG) als RB 14 von Hagenow Stadt über Hagenow Land, Ludwigslust bis nach Parchim. Bis 2014 bestand über die Südbahn eine durchgängige Zugverbindung bis nach Neustrelitz. Verbindungen nach Berlin benötigen stets einen Zugwechsel zumeist im Bahnhof Ludwigslust. Der Güterverkehr bedient den Bahnhof Hagenow Land nicht mehr.

### Aktuelles Zugangebot
| Linie                    | Fahrtverlauf                                                                   | Takt (min)                | EVU                   | Fahrzeugmaterial                              |
| ------------------------ | ------------------------------------------------------------------------------ | ------------------------- | --------------------- | --------------------------------------------- |
| RE 1                     | Hamburg Hbf – Büchen – Hagenow Land – Schwerin Hbf – Bad Kleinen – Rostock Hbf | 120 + einzelne Verstärker | DB Regio Nordost      | BR 146.2 / 182 + 5 Doppelstockwagen (Dosto07) |
| RB 14                    | Hagenow Stadt – Hagenow Land – Ludwigslust – Parchim                           | 60 (Mo–Fr) 120 (Sa–So)    | Ostdeutsche Eisenbahn | Baureihe 650                                  |
| Stand: 15. Dezember 2024 |                                                                                |                           |                       |                                               |

## Streckenführung

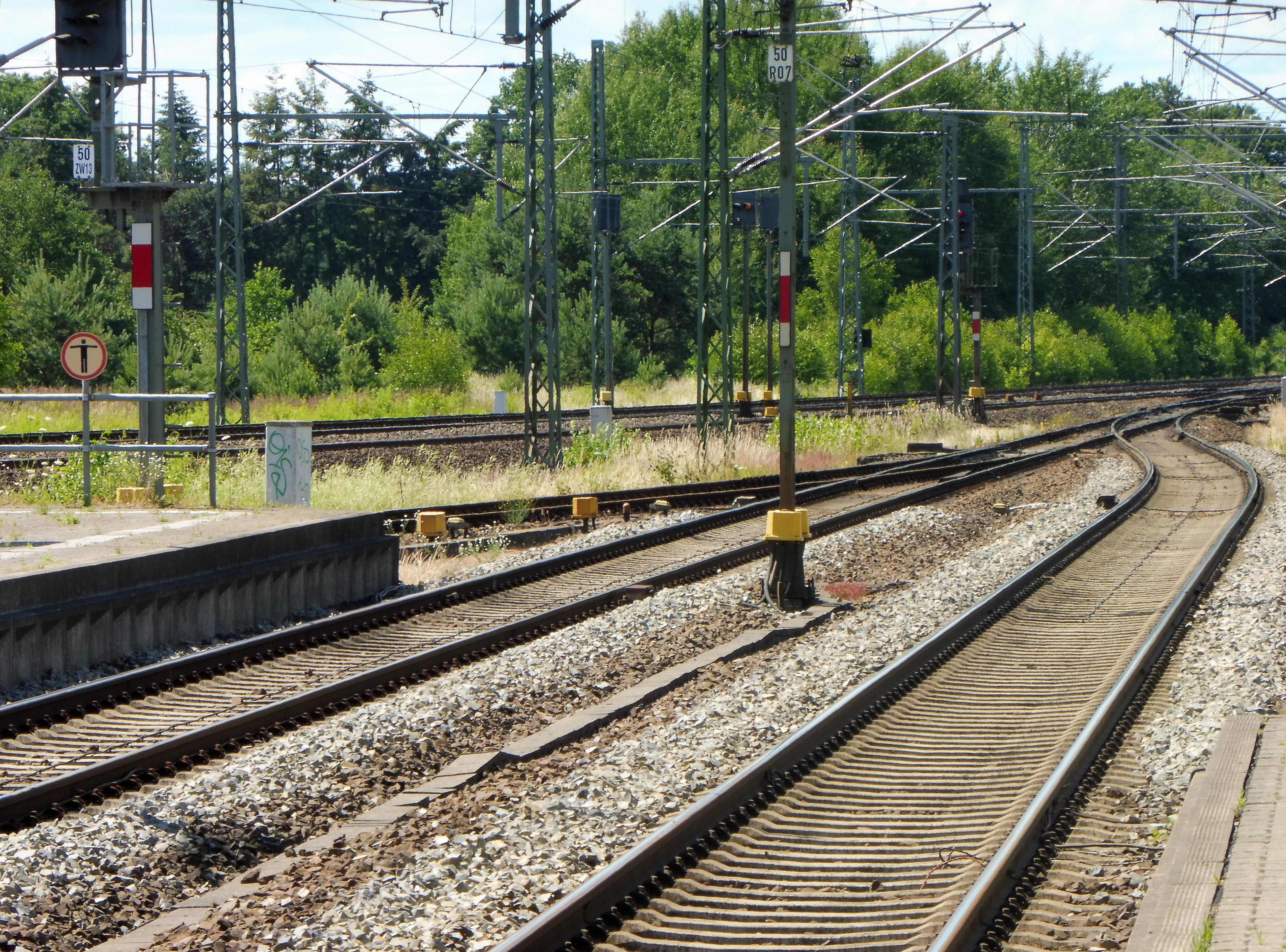
Eingleisige Einmündung der Schweriner Gleise

Die Bahnstrecke Berlin–Hamburg läuft, von Ludwigslust kommend, nordwestlich auf Hagenow Land zu und vollführt kurz vor dem Bahnhof eine weite, nahezu 90° messende Kurve, die an der keilförmigen Bahnsteiganlage vorbei nach Südwesten auf Boizenburg zuläuft.
Das Gleispaar aus Richtung Schwerin läuft geradlinig aus Nordosten kommend auf die nordwestliche Bahnhofsseite von Hagenow Land zu und vereinigt sich dahinter, die Richtung beibehaltend, mit der Strecke in Richtung Hamburg. Von dieser Gleisanlage und der Lage zum Ort Hagenow existiert eine maßstäbliche Karte von 1879.
Etwa 300 Meter hinter dem Punkt, wo die Strecken aus Schwerin und Ludwigslust zusammenlaufen, zweigt die eingleisige Strecke in Richtung Zarrentin über den Bahnhof Hagenow Stadt in einer engen 90°-Kurve nach Nordwesten ab. Ursprünglich führte die Strecke der Kaiserbahn weiter über Ratzeburg nach Bad Oldesloe.
Im dritten Gutachterentwurf des Deutschlandtakts war eine durchgehende Zweigleisigkeit für die Relation Hamburg–Schwerin unterstellt. Dafür sind, zum Preisstand von 2015, Investitionen von 10 Millionen Euro vorgesehen. Diese Maßnahme wurde im Jahr 2024 umgesetzt.

## Bahnsteiganlagen

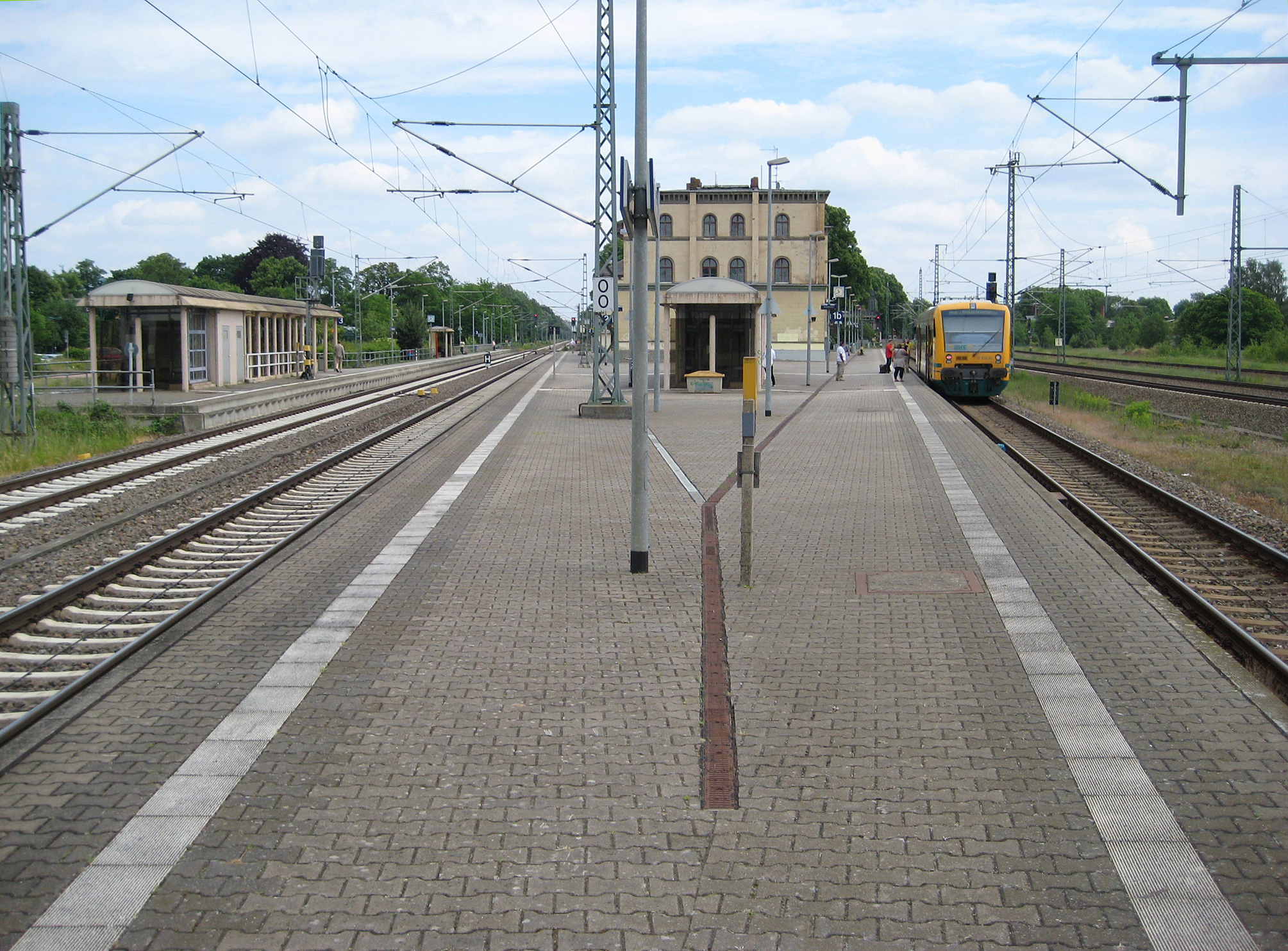
Hausbahnsteig von Südwesten. Rechts die Strecke in Richtung Berlin, links in Richtung Schwerin

Der zentrale, 200 Meter lange Bahnsteig mit dem Empfangsgebäude verläuft in spitzem Winkel ausgehend von der Abzweigung der Bahnstrecke Hagenow Land–Schwerin von der Hauptstrecke Berlin–Hamburg zwischen den beiden auseinanderlaufenden Schienensträngen und verbreitert sich am Ende auf 38 Meter quer. In dieser Form repräsentiert der Bahnhof Hagenow Land den Idealtyp eines Keilbahnhofs. Auf der südöstlichen („preußischen“) Seite liegt das Gleis 1, daneben die durchgehenden Hauptgleise der Strecke Hamburg–Berlin ohne Bahnsteig. Auf der nordwestlichen („mecklenburgischen“) Seite liegt Gleis 2. Das dem letzteren gegenüberliegende Gleis der Strecke von/nach Schwerin hat einen eigenen, ebenso langen aber schmaleren Seitenbahnsteig 3.
Da die beiden überdachten Mittelbahnsteige an den Hauptgleisen Berlin–Hamburg nicht mehr vorhanden sind, halten alle Personenzüge dieser Strecke an Gleis 1 des Keilbahnhofs.
Ein Fußgänger-Tunnel verbindet den Keilbahnsteig mit dem äußeren Bahnsteig am Gleis 3 der Hagenow-Schweriner Strecke. Dieser Bahnsteig ist auf höhengleichem Niveau frei zugänglich von dem anliegenden Parkplatz mit den Bushaltestellen.

## Gebäude

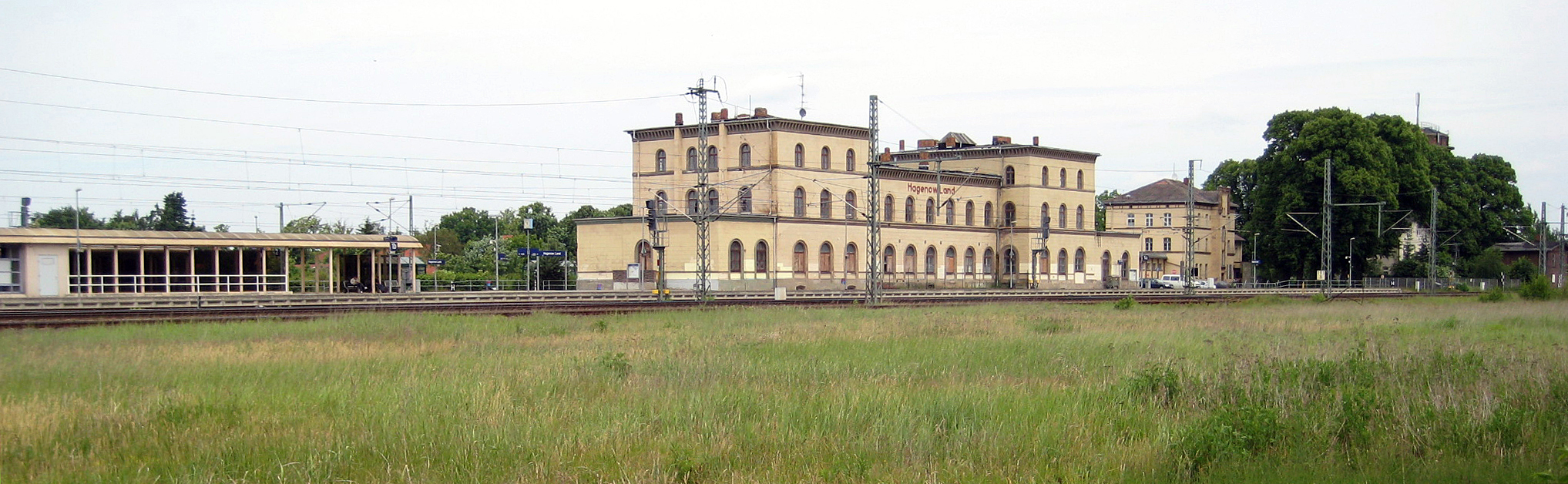
Empfangsgebäude, ehem. preußische Seite, Ostseite

Das Empfangsgebäude des Bahnhofs hat ein zweigeschossiges Mittelteil mit beiderseitigen, dreigeschossigen, größeren Flügelbauten. Stilistisch hebt es sich durch die durchgängige Verwendung von Rundbögen von der schlichten Gradlinigkeit der meisten anderen historischen Bauten der Berlin-Hamburger Bahn ab.
Im Südwesten des Gebäudes schließt ein flacher Bau an, in ihm befand sich das Kommissionszimmer und die fürstlichen Aufenthaltsräume, die sogenannten Wartezimmer für hohe Herrschaften. Aus der Ausstattung ist ein „Fürstensessel“ mit einem kaiserlichen Brandzeichen erhalten, er wurde vor 1876 in den Räumen aufgestellt.
Im Dehio-Handbuch der deutschen Kunstdenkmäler heißt es zum Gebäude: „in formaler Anlehnung an Florentiner Renaissancepaläste“ errichtet, „mit Bauteilen unterschiedlicher Höhe, symmetrischem Baukörper und horizontal gegliedert mit Sohlbankgesimsen, Rundbogenfenstern von geschoßweise abnehmender Höhe und ein vorkragendes Hauptgesims“. Dabei wird vermutet, dass das Gebäude „… wohl nach Entwurf von F. Neuhaus errichtet wurde.“

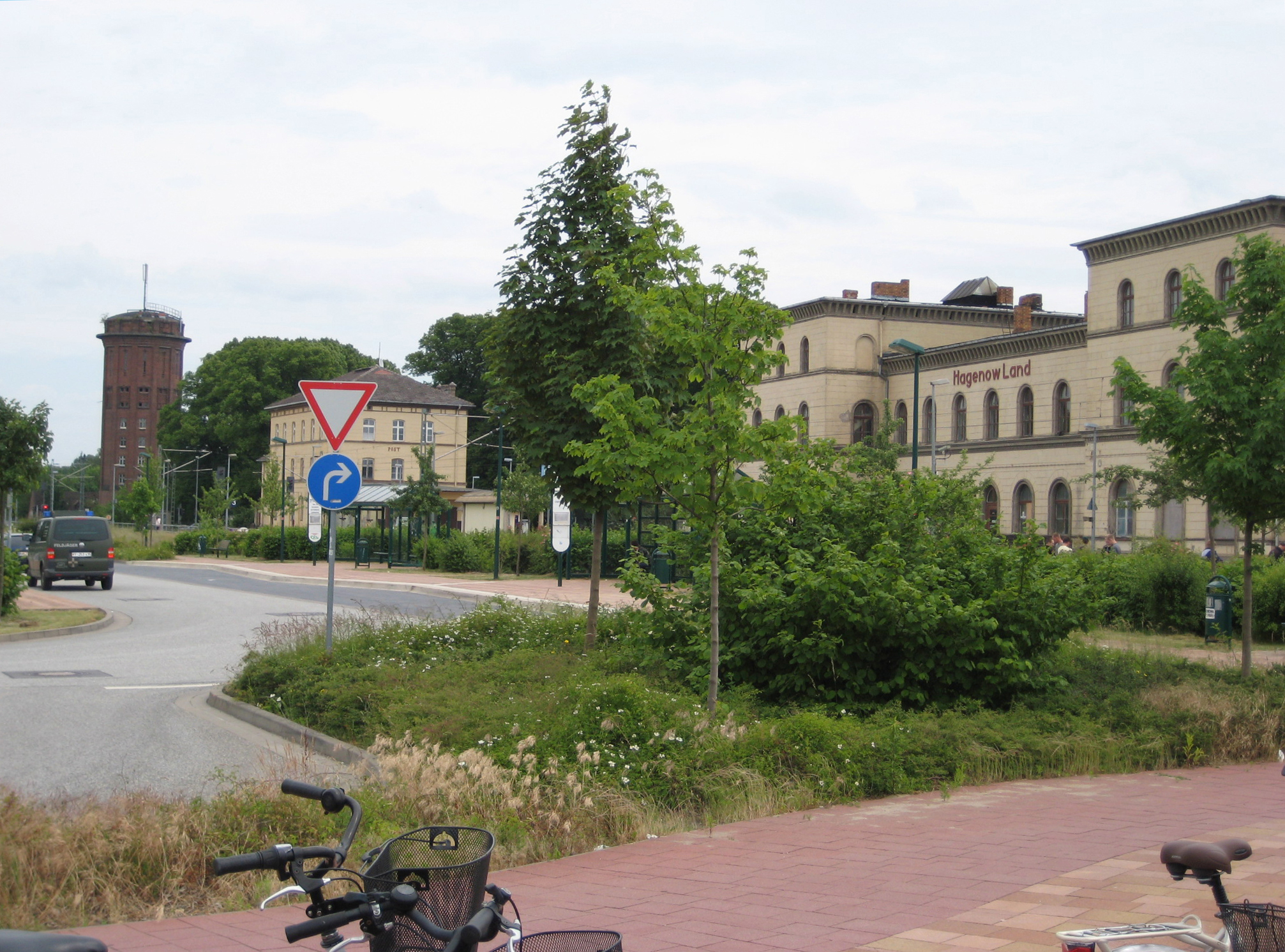
Gebäude-Ensemble mit Wasserturm, Postgebäude und Empfangsgebäude (Westseite)
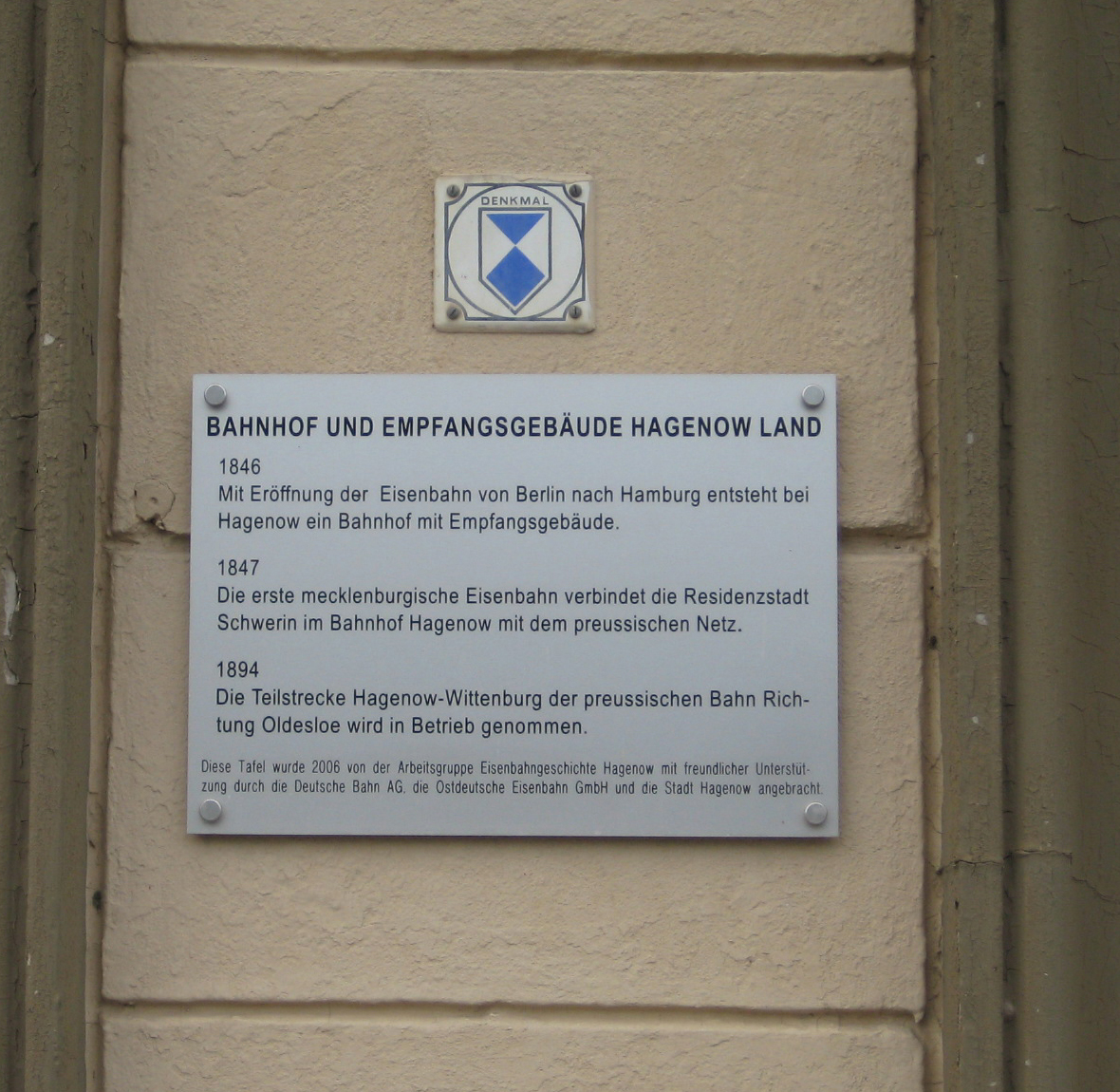
Denkmalplakette am Empfangsgebäude des Bahnhofs Hagenow Land
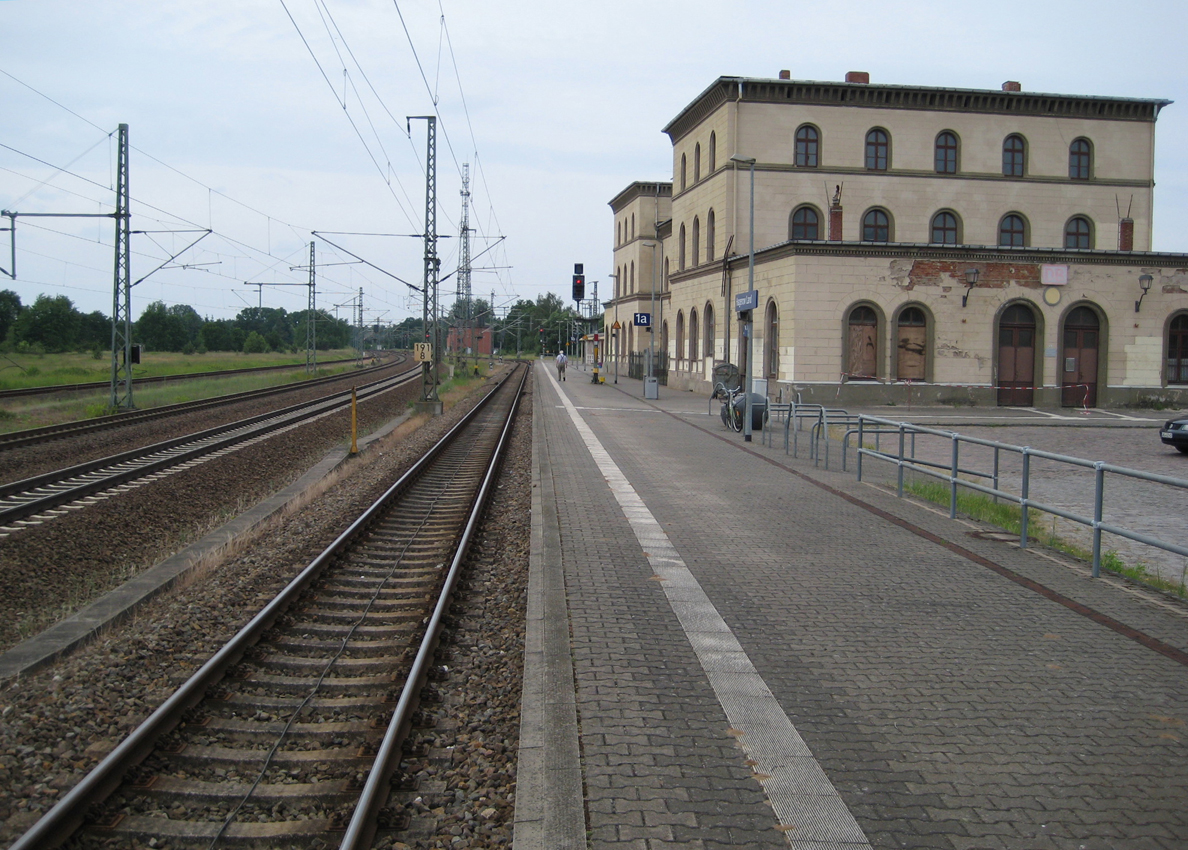
Im Vordergrund der Anbau mit den ehem. „Fürstenräumen“
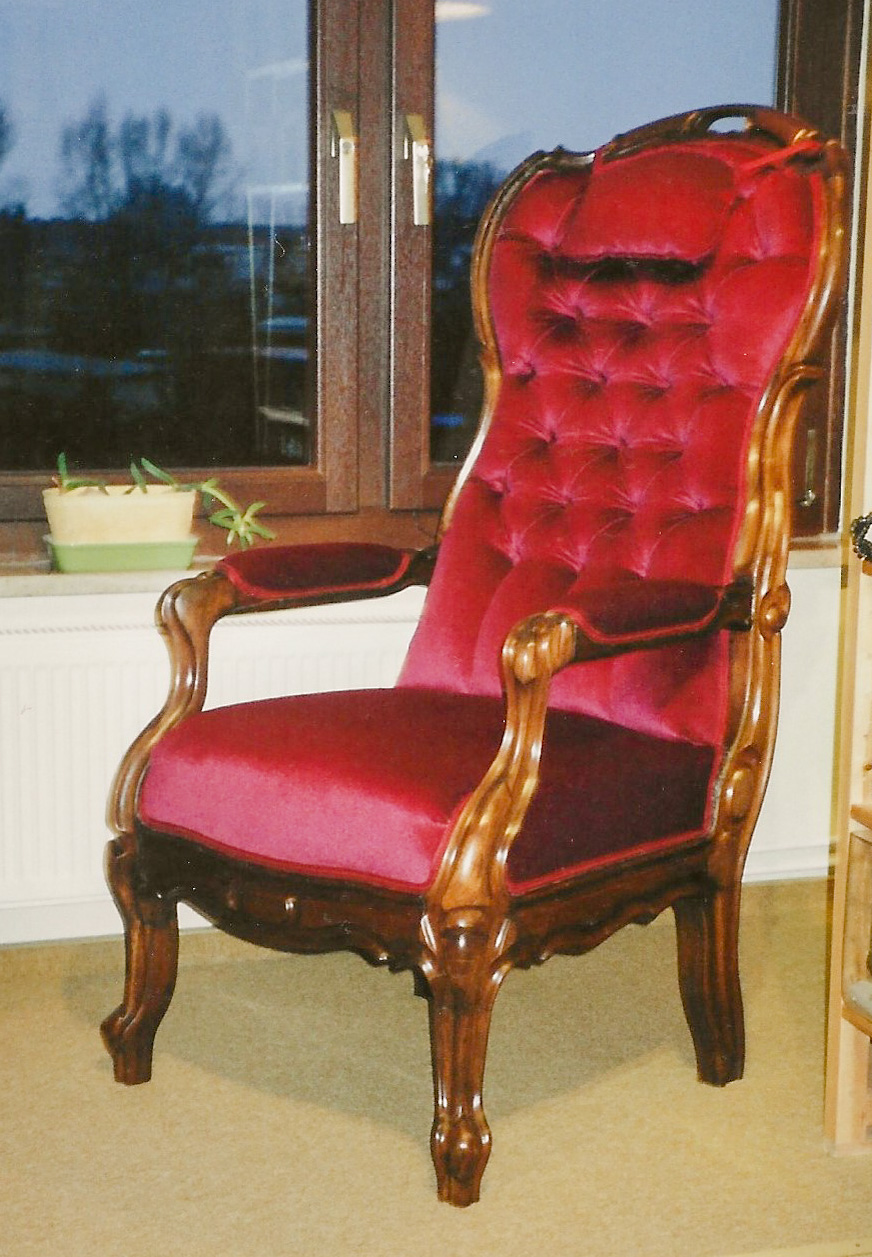
Sessel aus den fürstlichen Aufenthaltsräumen (1876)

Doch wenn auch der für den Bau der gesamten Berlin-Hamburger Bahn federführende Baumeister und Architekt Friedrich Neuhaus nachweislich beispielsweise am Entwurf des Hamburger Bahnhofs in Berlin maßgeblich beteiligt war, „fehlen […] jedoch für fast alle anderen Bahnhöfe […] die Angaben eines Entwurfsverantwortlichen, […]. Man kann jedoch mit einiger Sicherheit davon ausgehen, dass Friedrich Neuhaus zumindest Vorgaben für alle Bahnhöfe auf der Strecke geliefert hat, die dann von ortsansässigen Baumeistern weiterentwickelt und ausgeführt wurden“.
Das Gebäude ist denkmalgeschützt, an der Nordseite ist eine entsprechende Plakette angebracht.
Sowohl auf dem Keilbahnsteig als auch dem äußeren Bahnsteig an Gleis 3 befinden sich moderne Wetterschutzanlagen für die Fahrgäste.
An dem historischen seitlichen „Bahnhofsvorplatz“ befindet sich wenige Meter vom Empfangsgebäude ein Gebäude mit der erhabenen ausgeführten Aufschrift „Post“. Es ist ähnlich, jedoch niedriger und stilistisch einfacher ausgeführt, hat aber etwa die gleiche Grundfläche wie einer der Seitenflügel des Empfangsgebäudes. Auch dieses Gebäude ist denkmalgeschützt. Das Empfangsgebäude wurde im August 2014 verkauft. Die privaten Besitzer wohnten im Bahnhofsgebäude und hatten dort ein Bistro eingerichtet, das bis 2018/2019 betrieben wurde. Im Sommer 2021 wurde der ehemalige Bahnhof zu einem Preis von 220.000 Euro erneut zum Kauf angeboten.

## Ehemalige Bahnbetriebsanlagen

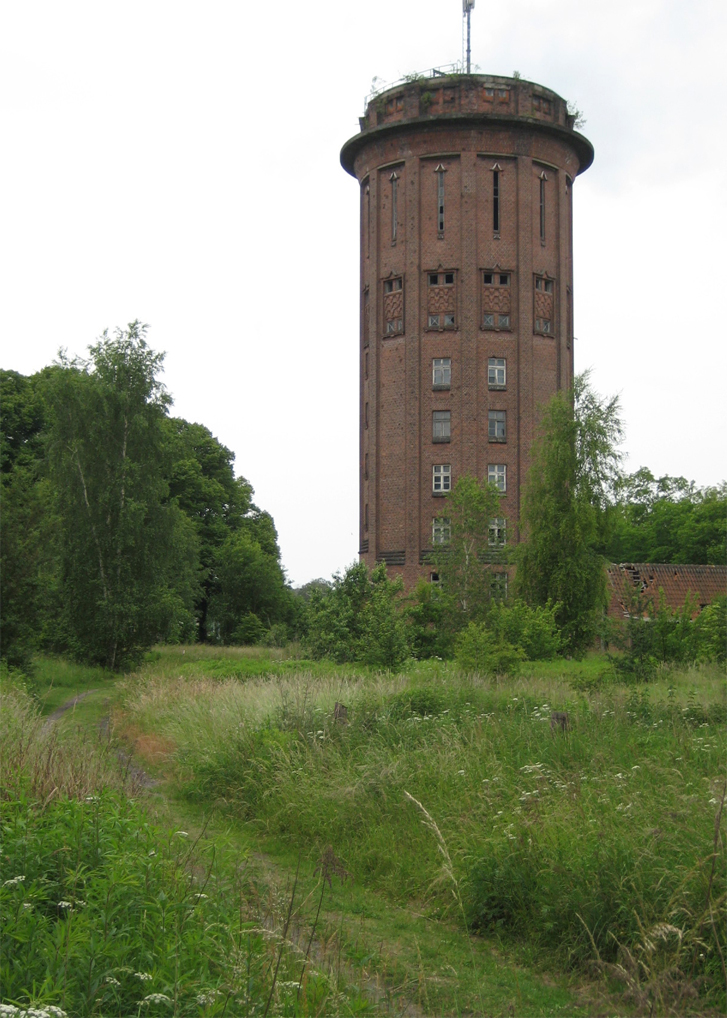
Ehemaliger Wasserturm des Bahnhofs Hagenow Land

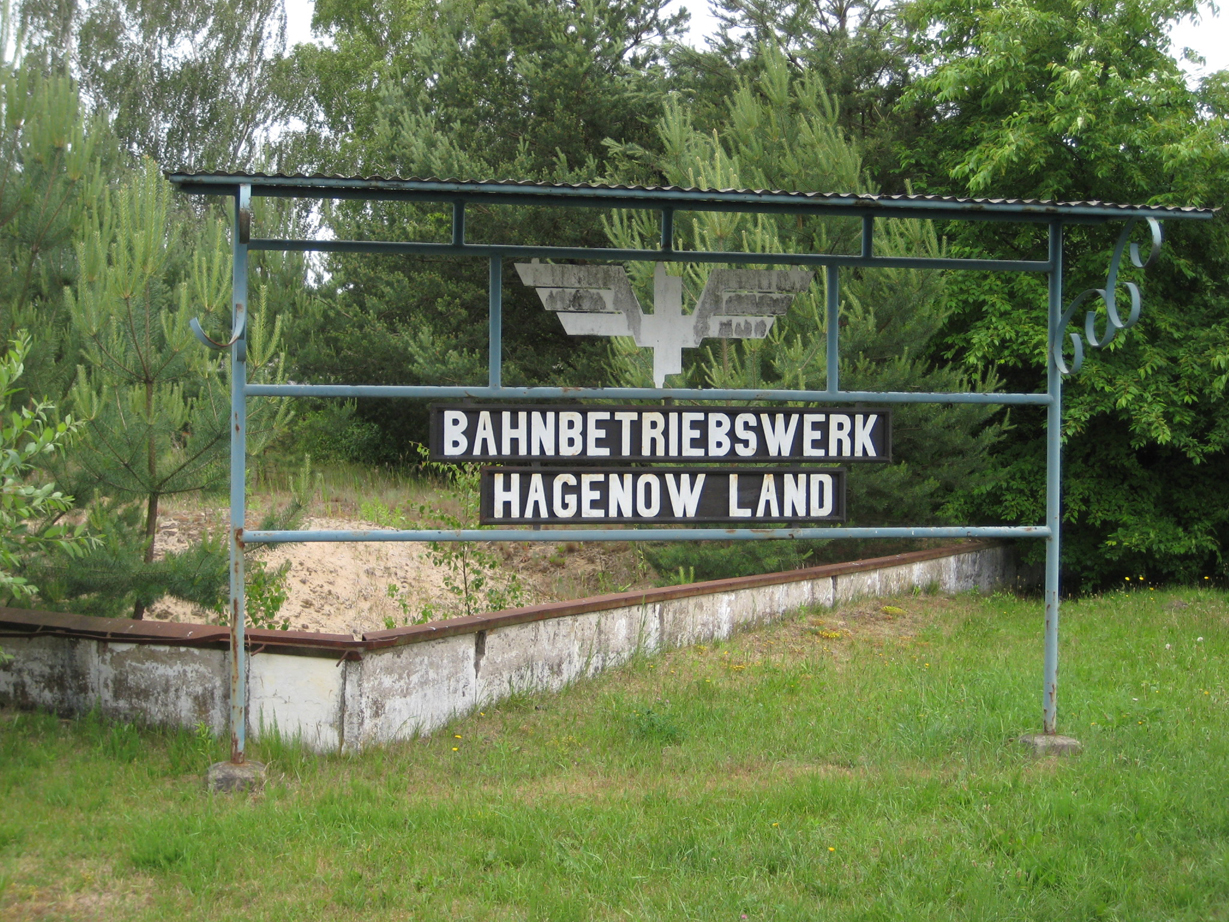
Eingang zum ehemaligen Bahnbetriebswerk Hagenow Land

Als Ausgangspunkt der ersten Eisenbahnlinie in der Regie von Mecklenburg-Schwerin war der Bahnhof Hagenow Land mit den üblichen Betriebseinrichtungen zur Wartung und Reparatur der Fahrzeuge ausgestattet (Standort). Des Weiteren gab es einen Lokbahnhof, der sich an der Innenseite des von Ludwigslust herführenden Streckenbogens befand (Standort). Zwischen 1926 und 1928 baute die Reichsbahndirektion Altona als Ersatz für die beiden alten Lokbahnhöfe ein modernes Bahnbetriebswerk an der Hauptstrecke zwischen Berlin und Hamburg mit neungleisigem Ringlokschuppen und einer vorgelagerten 23-Meter-Drehscheibe, das heute noch vorhanden ist und seit 1999 von der privaten D & D Eisenbahngesellschaft genutzt wird (Standort).
Ein ehemaliger, ca. 33 Meter hoher Bahnwasserturm befindet sich nahe dem Bahnhofsgebäude. Der elfgeschossige, expressionistisch gestaltete Backsteinbau wurde 1926 errichtet. Unter dem Wasserbehälter sind Wohnungen für Eisenbahner mit konischen Zimmern eingebaut worden. Er befindet sich ebenfalls in stark verfallenem Zustand und ist denkmalgeschützt.
Dort, wo heute auf der nordwestlichen Seite der Parkplatz ist, befanden sich in den 1990er-Jahren noch vier weitere Abstellgleise parallel zu den Streckengleisen in Richtung Schwerin sowie am südlichen Ende ein Stellwerk in Brücken-Bauart über den Gleisen.
Auf der Südseite des Bahnhofs entstand in den 1980er-Jahren ein halbautomatischer Rangierbahnhof mit einer Staffeln elektrodynamischen Berggleisbremsen (EDG) und einer anschließenden Gleisharfe mit zehn Richtungsgleisen mit je einer EDG-Richtungsgleisbremse (Bauart FEW-Blankenburg). Nach der Wiedervereinigung Deutschlands wurde der vorgelagerte Grenzrangierbahnhof stillgelegt, es gab keinen Bedarf der Kessel- und Güterwagenregulierung mehr. Die Fläche der ehemaligen Ablaufanlage der DB wurde seit 2023 wieder renaturiert. 
Für die Eisenbahner wurden nach 1900 quer und entlang der Hagenower Straße zweistöckige meist Vierfamilienhäuser mit hintergelagerten Kleintierställen und Kleingärten erbaut. Für das kulturelle Leben im Eisenbahnerdienstort Hagenow wurde 1953 das Klubhaus der Eisenbahner, Fritz Heckert, mit Hilfe des Nationalen Aufbauwerks (NAW) erbaut und ein Sportplatz mit Sportlerheim und einem Schießplatz für Großkaliberwaffen angelegt.

## Bahnhof Hagenow Stadt

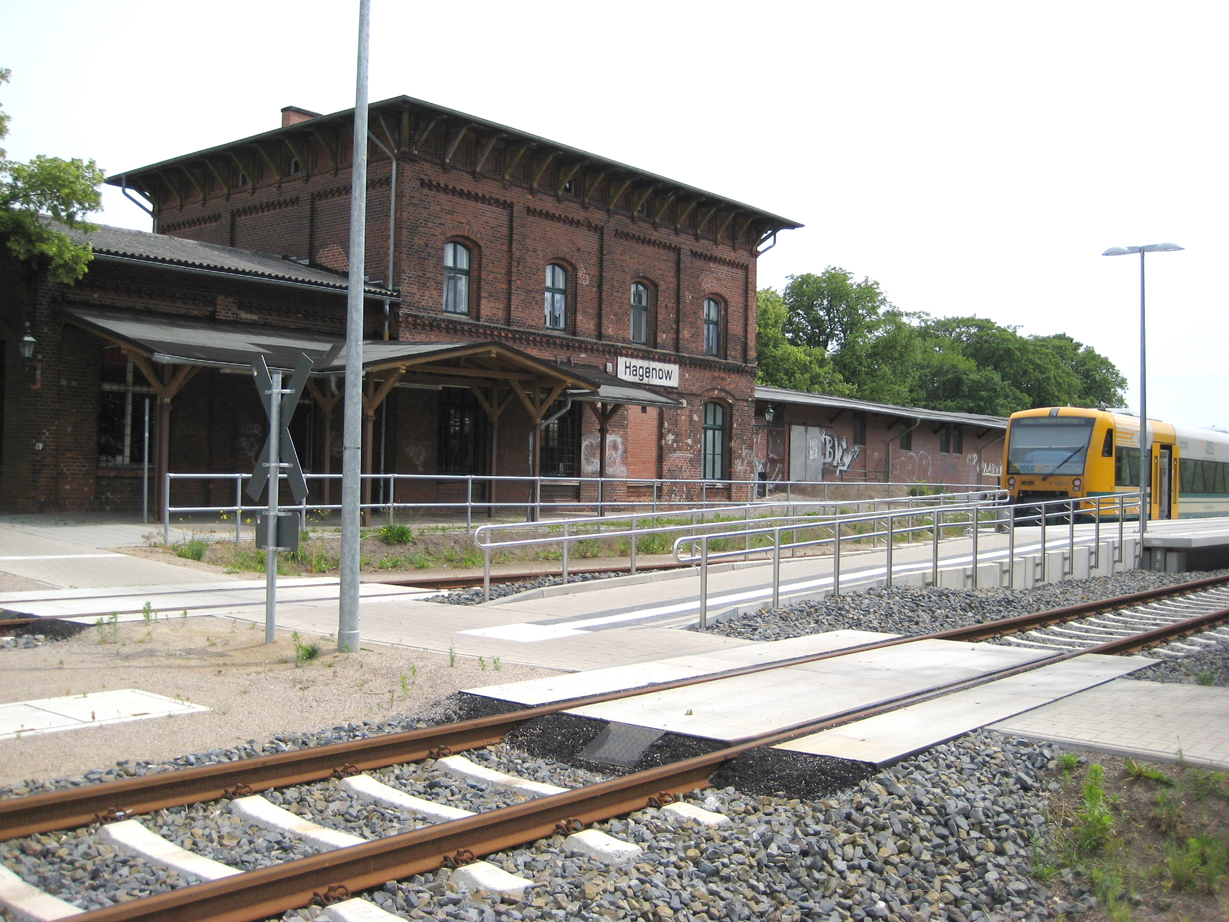
Bahnhof Hagenow Stadt, früher Hagenow, Bahnsteigseite

Der im Zentrum von Hagenow befindliche Bahnhof wurde 1894 errichtet mit dem Namen „Hagenow“ und wird seit 2010 in den offiziellen Fahrplänen als „Hagenow Stadt“ geführt. Er besteht aus einem kleinen Empfangsgebäude mit Bewirtungseinrichtungen und einem an der südlichen Seite angebauten Langschuppen, der dem Güterverkehr diente. An der Rückseite des stadtwärts zugewandten Gebäudes befindet sich der Hausbahnsteig sowie ein weiterer Inselbahnsteig für die hier zweigleisige Anlage. Zwischen dem Stadtbahnhof und der eingleisigen Abzweigung von der Strecke nach Schwerin erweitert sich an zwei Stellen die Gleisanlage auf jeweils vier bis fünf Parallelgleise, die nicht mehr genutzt werden. Das Empfangs- und das Güterabfertigungsgebäude stehen unter Denkmalschutz.
Nach der deutschen Teilung verkehrten die Züge auf der Strecke in Richtung Bad Oldesloe nur noch bis Zarrentin. Der Personenverkehr wurde auf dieser Verbindung im Jahr 2000 eingestellt. Der Bahnhof Hagenow Stadt wird seit 2002 wieder von der Ostdeutschen Eisenbahn als Endpunkt bzw. Beginn der Bahnlinie Richtung Ludwigslust bzw. Parchim genutzt.